# 4401 Aditi
4401 Aditi è un asteroide near-Earth. Scoperto nel 1985, presenta un'orbita caratterizzata da un semiasse maggiore pari a 2,5767937 UA e da un'eccentricità di 0,5668554, inclinata di 26,70515° rispetto all'eclittica.